# Miejski Dom Reprezentacyjny w Pradze

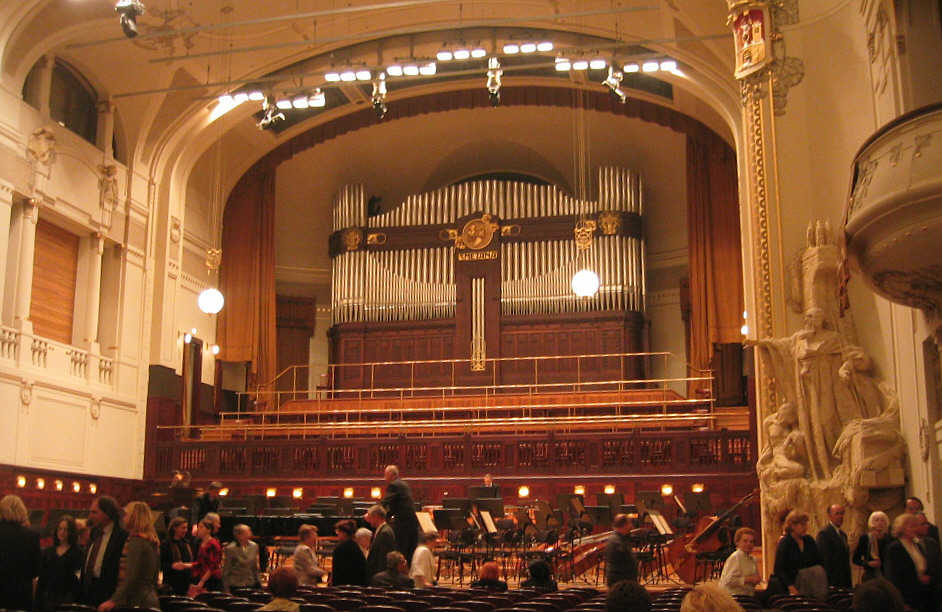
Sala im. Fryderyka Smetany

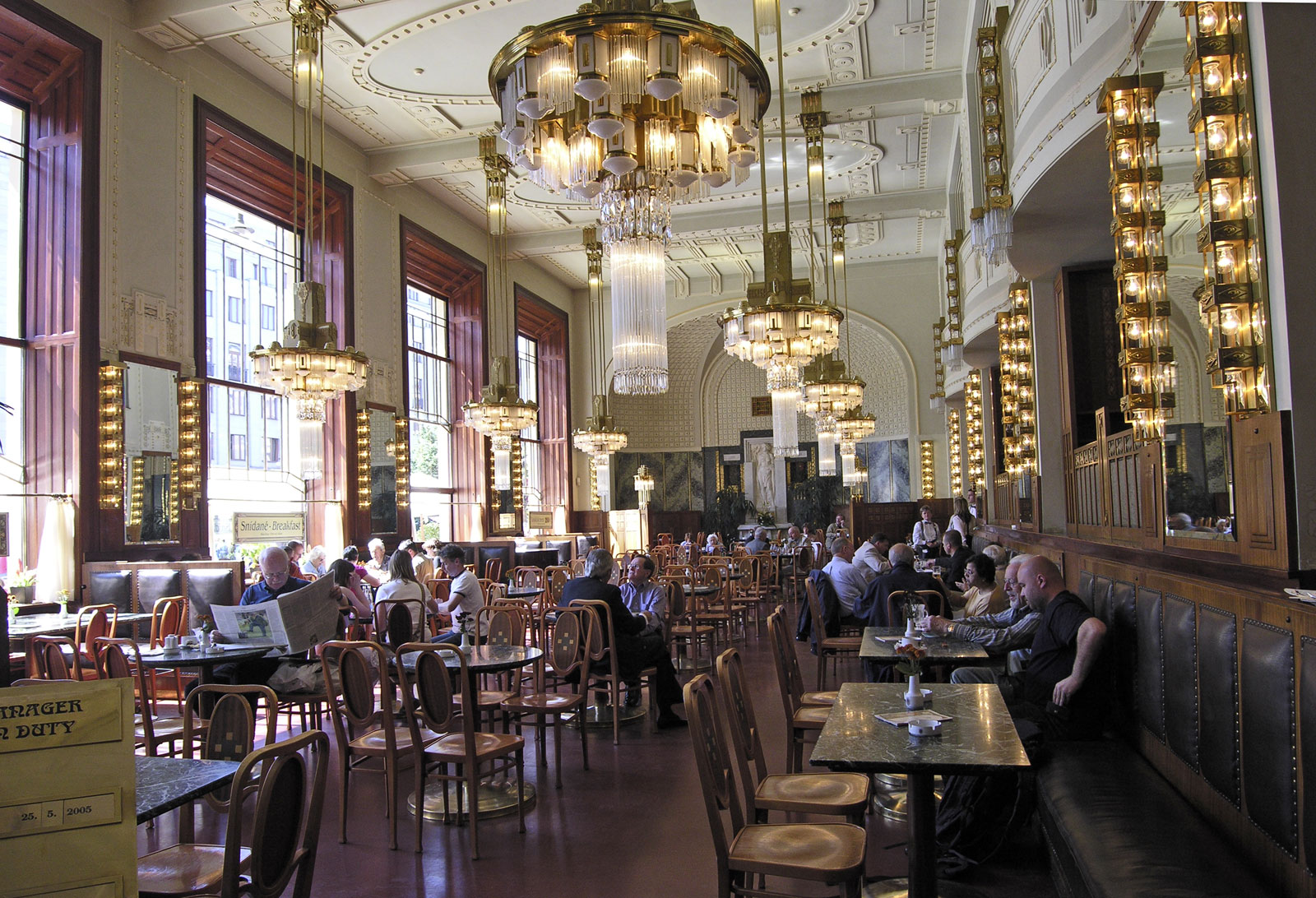
Kawiarnia na parterze

Miejski Dom Reprezentacyjny (cz. Obecní dům) – jeden z najsłynniejszych secesyjnych budynków w Pradze, stojący na pl. Republiki w sąsiedztwie Bramy Prochowej, naprzeciw Domu u Hybernów. Pełni głównie funkcje reprezentacyjne. Wpisany pod numerem 160. na listę Narodowych zabytków kultury Republiki Czeskiej.
Na miejscu dzisiejszego Miejskiego Domu Reprezentacyjnego do początku XX wieku znajdowała się rezydencja królów czeskich – Pałac Królewski w Pradze. Wybudowany został około roku 1380 za panowania Wacława IV Luksemburskiego i służył jako siedziba władców w latach 1383–1484. Oprócz pałacu kompleks obejmował domy dla dworzan, łaźnie, lwiarnię i ogrody. Po Wacławie IV rezydował tu jego brat Zygmunt Luksemburski, jego zięć Albrecht II Habsburg, Władysław Pogrobowiec, Jerzy z Podiebradów i Władysław II Jagiellończyk, który ze Starego Miasta przeniósł się z powrotem na Hradczany. Do naszych czasów z Pałacu Królewskiego zachowała się jedynie nazwa przyległej ulicy Kralodworskiej i przejście do Bramy Prochowej przez ul. Celetną. Ponieważ rozpoczynały się w nim procesje koronacyjne, Dom Reprezentacyjny znajduje się na początku Drogi Królewskiej.
Miejski Dom Reprezentacyjny został zbudowany w latach 1905–1912 według planów architektów Antonína Balšánka i Osvalda Polívki. Elementy wystroju wnętrz tworzyli najsłynniejsi czescy malarze i rzeźbiarze początku XX wieku: Mikoláš Aleš, Max Švabinský, František Ženíšek, Ladislav Šaloun, Karel Novák, Josef Mařatka, Josef Václav Myslbek, Alfons Mucha i Jan Preisler. Elewację zdobi półokrągła mozaika autorstwa Karla Špillara.
Wnętrza budynku obejmują kilka sali, z których największa jest Sala im. Bedřicha Smetany służąca jako sala koncertowa dla 1200 słuchaczy; odbywają się tu przede wszystkim koncerty Orkiestry Symfonicznej m. st. Pragi FOK, ponadto koncerty festiwalu Praska Wiosna, koncerty organowe i in. Inne sale to Sala im. Juliusa Grégra, Sala im. Karla Sladkovskiego i Salonik Burmistrzowski. Oprócz koncertów odbywają się tu wystawy i inne wydarzenia kulturalno-społeczne.
Na parterze i w suterenie jest kilka restauracji i kawiarni. Koło wejścia głównego znajduje się centrum informacji.
Miejski Dom Reprezentacyjny dwukrotnie zapisał się w dziejach czechosłowackiej państwowości: 28 października 1918 r. ogłoszono tu niepodległość Czechosłowacji, a w listopadzie 1989 r. odbyło się tu pierwsze spotkanie władz komunistycznych z przedstawicielami Forum Obywatelskiego z Václavem Havlem na czele.
W latach 1994–1997 budynek przeszedł generalny remont.